# Boy Rozendal
Silvius Gerard Marie "Boy" Rozendal, född 4 juli 1928 i Curaçao, död den 10 juni 2003 i Curaçao, var Nederländska Antillernas regeringschef från 1977 till 1979. Han tillhörde Demokratiska partiet (Democratische Partij) i Nederländska Antillerna.

## Fotnoter
1. ↑  http://www.brainyhistory.com/events/1928/july_4_1928_87634.html
2. ↑  ”Boy Rozendal” (på nederländska). BIOGRAFISCH portaal van nederland. http://www.biografischportaal.nl/persoon/47586014. Läst 5 april 2021.
3. ↑  http://nl.wikipedia.org/wiki/Lijst_van_premiers_van_de_Nederlandse_Antillen